# Droga wojewódzka 434
Die Droga wojewódzka 434 (DW 434) ist eine 100 Kilometer lange Droga wojewódzka (Woiwodschaftsstraße) in der polnischen Woiwodschaft Großpolen, die Kleszczewo und Rawicz verbindet. Die Strecke liegt im Powiat Poznański, im Powiat Śremski, im Powiat Gostyński und im Powiat Rawicki.

## Streckenverlauf
Woiwodschaft Großpolen, Powiat Poznański
-  Kleszczewo (Wilhelmshorst) (S 5)
- Nagradowice (Nagradowitz)
- Kryżowniki (Kreuzfeld)
- Śródka (Johannesburg)
- Szczodrzykowo (Kiebitzweiher)
- Dziećmierowo (Heßhausen)
-  Kórnik (Kurnik, Kurnick) (S 11, DK 11, DW 431)
- Czmoń (Schmentau)

Woiwodschaft Großpolen, Powiat Śremski
- Zbrudzewo (Oberau)
-  Śrem (Schrimm) (DW 310, DW 432, DW 436)
- Borgowo (Burgdorf)
- Drzonek (Dronkau)

Woiwodschaft Großpolen, Powiat Gostyński
-  Kunowo (Kunthal) (DW 308)
-  Gostyń (Gostyn) (DK 12)
- Stara Krobia
- Żychlewo
- Krobia (Kröben, Krebe)
- Kuczyna
- Ciołkowo

Woiwodschaft Großpolen, Powiat Rawicki
- Zmysłowo
- Roszkówko
- Annopol
-  Sarnowa (Sarne, Sarnau, Sarn) (DK 36)
-  Rawicz (Rawitsch) (S 5, DK 36, DW 309)